# Giuseppe Gemiti
Giuseppe Gemiti (* 3. Mai 1981 in Frankfurt am Main) ist ein ehemaliger deutscher Fußballspieler mit italienischen Wurzeln. Er ist 20-facher deutscher U-21-Nationalspieler.

## Karriere
Nachdem der defensiv ausgerichtete Mittelfeldspieler in den Jugendmannschaften von Rot-Weiss und Eintracht Frankfurt aktiv gewesen war, unterschrieb er zur Saison 1999/2000 einen Profivertrag bei der Eintracht. In seiner ersten Profisaison kam Gemiti zu keinem Einsatz in der Bundesliga, in der Abstiegssaison 2000/01 spielte er dreimal. In der kommenden Saison absolvierte der 1,76 Meter große Linksfuß zwölf Partien in der zweithöchsten Spielklasse und erzielte dabei zwei Tore.
Zur Saison 2002/03 schließlich wechselte der Frankfurter in die italienische Serie A zu Udinese Calcio. Während er in seiner ersten Saison auf 26 Einsätze kam, spielte er im zweiten Jahr in der Hinrunde nur viermal. Unglücklich über diesen Umstand verließ der Mittelfeldakteur Udine, um ab der Rückrunde für die Mannschaft vom CFC Genua in der Serie B zu spielen. Dort stand er bis 2005 in 50 Ligaspielen auf dem Platz und erzielte drei Tore.
Seit der Saison 2005/06 stand Gemiti beim FC Modena unter Vertrag. Nachdem er dort jedoch auch nicht glücklich wurde, wurde er nach der Hinrunde an Chievo Verona ausgeliehen. Zur Saison 2006/07 wechselte Gemiti, ebenfalls auf Leihbasis, zu Piacenza Calcio in die Serie B.
Zur Saison 2007/08 kehrte Gemiti nicht nach Modena zurück und wurde wenig später fest von Piacenza verpflichtet. Hier blieb er jedoch nur ein Jahr, ehe er ablösefrei zu seinem Ex-Verein FC Modena zurück wechselte. Dort spielte bis zum Ende der Saison 2008/09. Nachdem er danach bis Januar 2010 keinen neuen Verein finden konnte, schloss er sich im Januar 2010 dem Drittligisten Novara Calcio an. Nach zwei Aufstiegen mit Novara in Folge spielte Gemiti in der Saison 2011/12 in der Serie A. Auch mit der AS Livorno gelang Gemiti im Sommer 2013 noch einmal der Aufstieg in die Serie A. Eine Saison nach dem Abstieg aus der Serie A verließ Gemiti den Verein, um sich dem FC Bari 1908 in der Serie B anzuschließen. Nachdem sein Vertrag dort im Sommer 2016 nicht verlängert worden war, wechselte Gemiti erneut, diesmal in die Lega Pro/A zur US Cremonese. Nach einem Jahr bei Cremonese beendete Gemiti seine Karriere.